# Wroughtonia coffeana
Wroughtonia coffeana (лат.) — вид наезников-браконид рода Wroughtonia из подсемейства Helconinae. Встречается в Юго-Восточной Азии (Вьетнам, Son La). Название вида происходит от растения рода Coffea, поскольку новый таксон был собран в ловушку Малеза, установленную в кофейном саду. 

## Описание
Наездники-бракониды мелких размеров (длина тела около 4 мм), в основном темно-коричневого цвета (ноги и усики светлые). Антенна с 32 сегментами; усиковые членики 11—14 кремово-белые; максиллярные щупики короткие, равны 1,1 × от длины головы; в дорсальном виде ширина головы 1,6 × от её медианной длины; лобный выступ острый, немного выше латерального лобного киля. Мезосома в длину в 2,3 раза больше своей высоты; нотаули сливаются сзади с поперечно шершавым участком; проподеум с базальным килем и ареолой; ареола и проподеум медиально ареолатно-шершавые. Длина переднего крыла равна 3,3 от его максимальной ширины; жилка 3-SR немного длиннее жилки r; жилка 2-SC+R поперечная; заднее крыло с 3 гамулями. Передние лапки равны 1,4 от длины передних голеней; заднее бедро только с вентральными зубцами; длина заднего бедра (без зазубрин) равна 3,7 от его максимальной ширины; внешняя сторона заднего тазика почти гладкая, с рассеянной мелкой пунктировкой; заднее бедро шершаво-пунктированное. Первый метасомальный тергит расширен от основания к вершине; первый тергит с дорсальными килями в базальных 0,9 тергита; медианная длина второго тергита равна 0,55 от его базальной ширины; второй тергит немного длиннее третьего тергита; первый тергит почти гладкий базально и латерально; второй тергит пунктирован латерально; третий тергит гладкий. Биология неизвестна. Другие представители Wroughtonia выращивались как эндопаразитоиды-коинобионты личинок жуков (Coleoptera) в древесине или шишках, особенно из жуков-усачей (Cerambycidae) и златок (Buprestidae).